# 角板山行館
角板山行館，或稱角板山賓館，是位於臺灣桃園市復興區澤仁里、角板山雕塑公園的蔣公行館，1960年興建原是代替角板山貴賓館之用，1995年開放，今列桃園市歷史建築。

## 由來
早年，角板山因離臺北僅一小時車程、風景像是蔣中正家鄉、鄰區大溪、龍潭又有駐軍等因素，成為蔣氏家族常來的地方。角板山賓館原為代替原先的角板山貴賓館，以被開墾者作瞭望之用的台地為場地，由總統府第三局徵用澤仁村民八十七筆山地保留地，占地5.76公頃。
賓館本體於1960年興建完成，無建築執照，為分別此建物，鄉民慣常以「舊賓館」稱呼角板山貴賓館。完工以來，蔣中正仍偏好角板山貴賓館。據村民王明進回憶，蔣中正習慣凌晨從角板山貴賓館出來，沿小徑到街上，再從介壽國小操場走下到角板山賓館，才從下面繞回。

## 建築

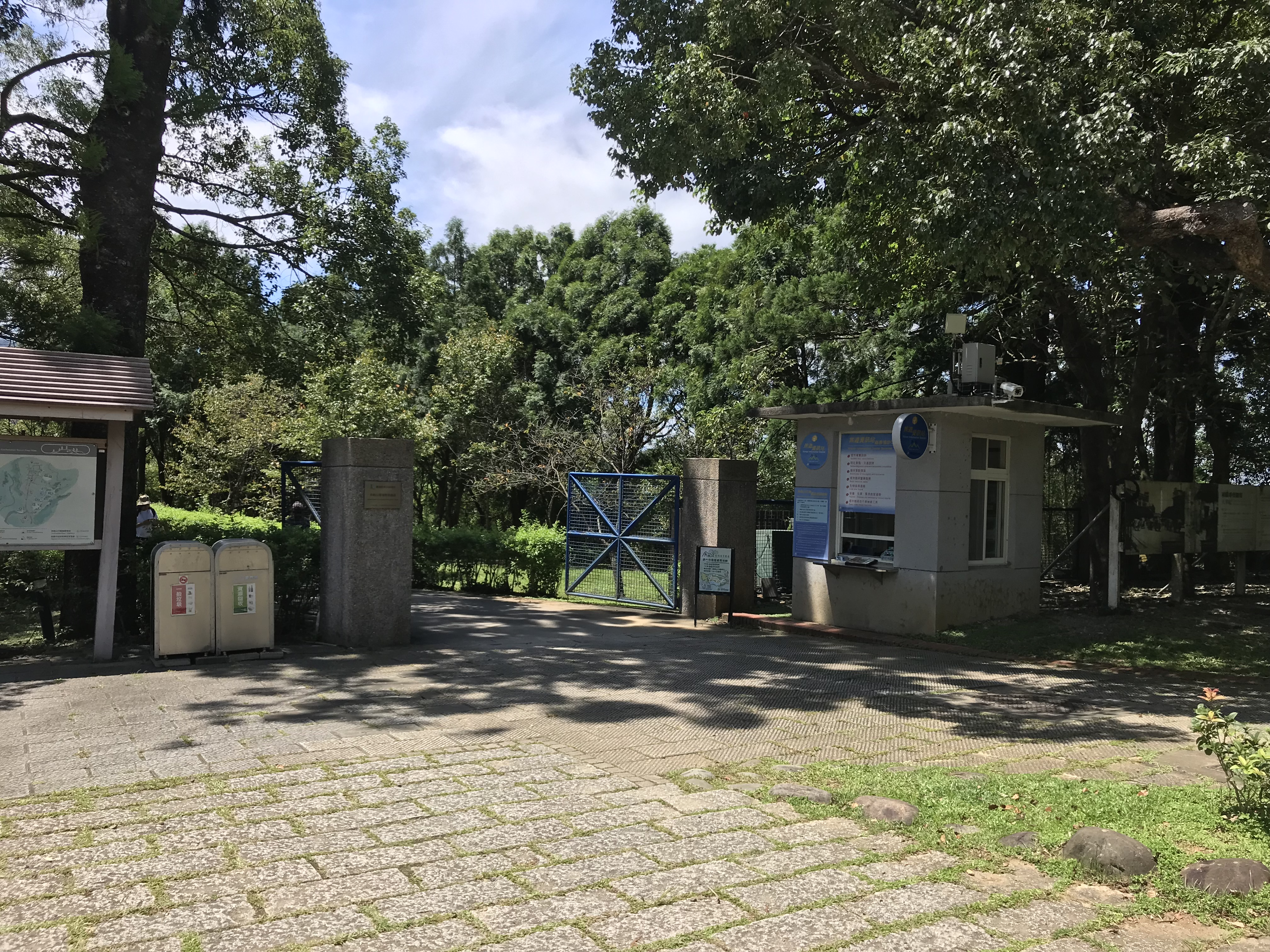
崗哨

角板山賓館衛兵崗哨早年是憲兵司令部負責，以原先的樟腦收納所為其宿舍。在附近的介壽國中後山制高點，還設有可駐十員的衛哨。
從門口衛兵哨站進去，就是一大片的梅樹林。總統府於興建時就在庭院遍植白梅，冬季便會呈現萬簇白梅的盛景，因此又有「梅園」之稱。梅樹林後面有衛兵宿舍、及一座狹長的人工池。該宿舍已被改建為咖啡屋。

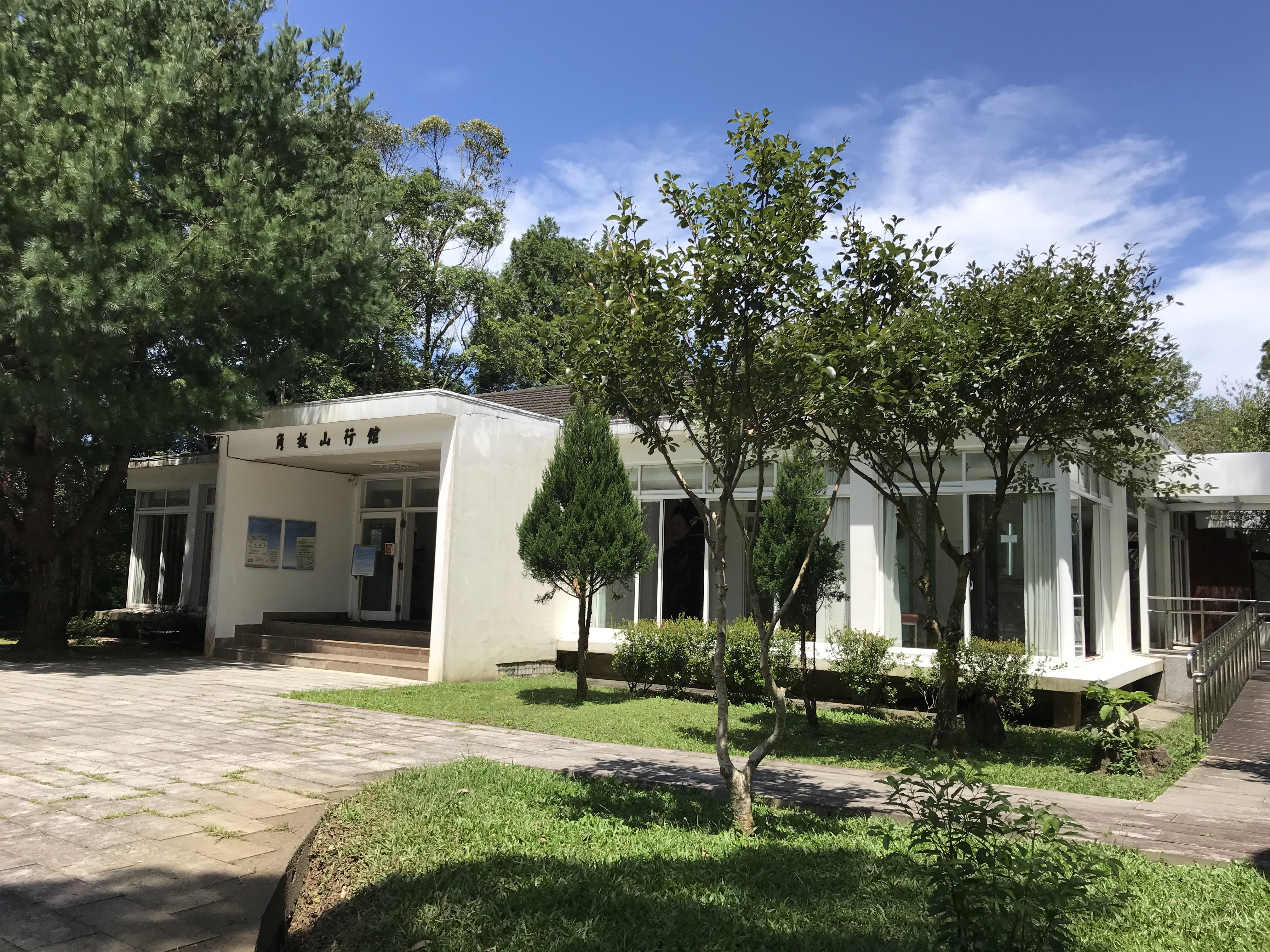
正房

角板山賓館正房為紅瓦磚牆材質，館內部採淡褐色的溫暖色，六房兩廁，面積199坪。入內可看到蔣家文物、生活照、宋美齡的書畫等。除廊前為防彈玻璃外、三條通道出口，地下室還設有密道。若隨扈從復興鄉三民村的圓山通信站得知敵襲，就能保護總統進入地下掩體。其地下掩體深入山體40公尺、鑿掘高5公尺、寬4公尺、長20公尺，並建造高10公尺、厚2公尺的混凝土掩體碉堡，以及兩側各鑿挖長40公尺的進出道。除可從北橫公路逃脫到大溪或三峽外，另一條是從復興鄉霞雲坪桃119線經東眼山通往三峽區插角北113線的復興戰備道路。1959年為配合總統入住角板山賓館，還請林枝木團隊晚上趕工建造吊橋。

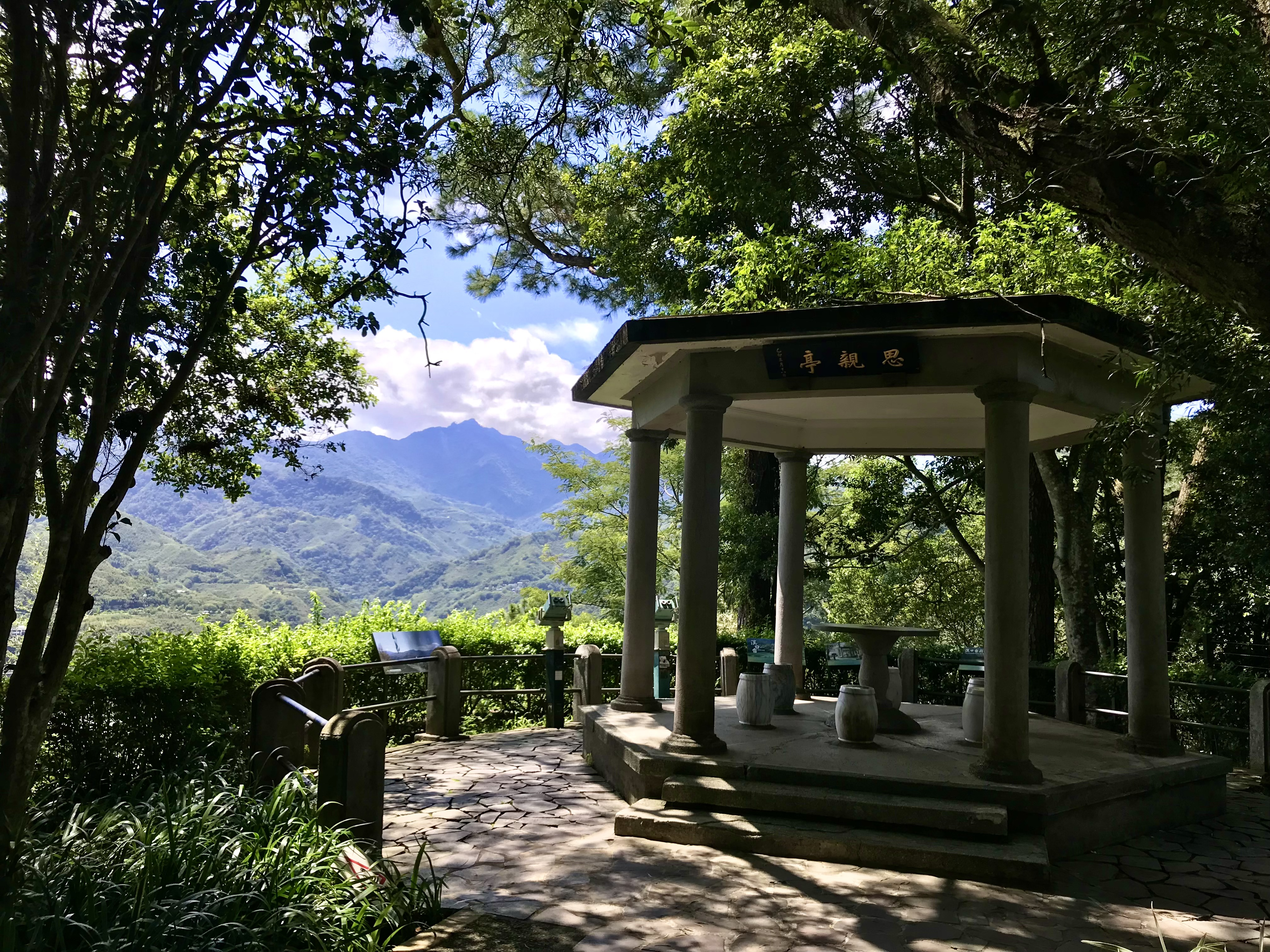
思親亭

正房前方小徑約100公尺處，有座可俯視大漢溪谷的涼亭。亭旁有小路通到大漢溪畔，可作為逃離的水路。據蔣方智怡說，蔣中正聽聞母親王采玉墓遭毀，心情悲痛，就在此與亭與蔣經國談話。蔣經國在父親逝世週年時，1976年3月8日來此靜坐，寫下散文〈梅台思親〉，於是涼亭被名為「思親亭」。

## 開放

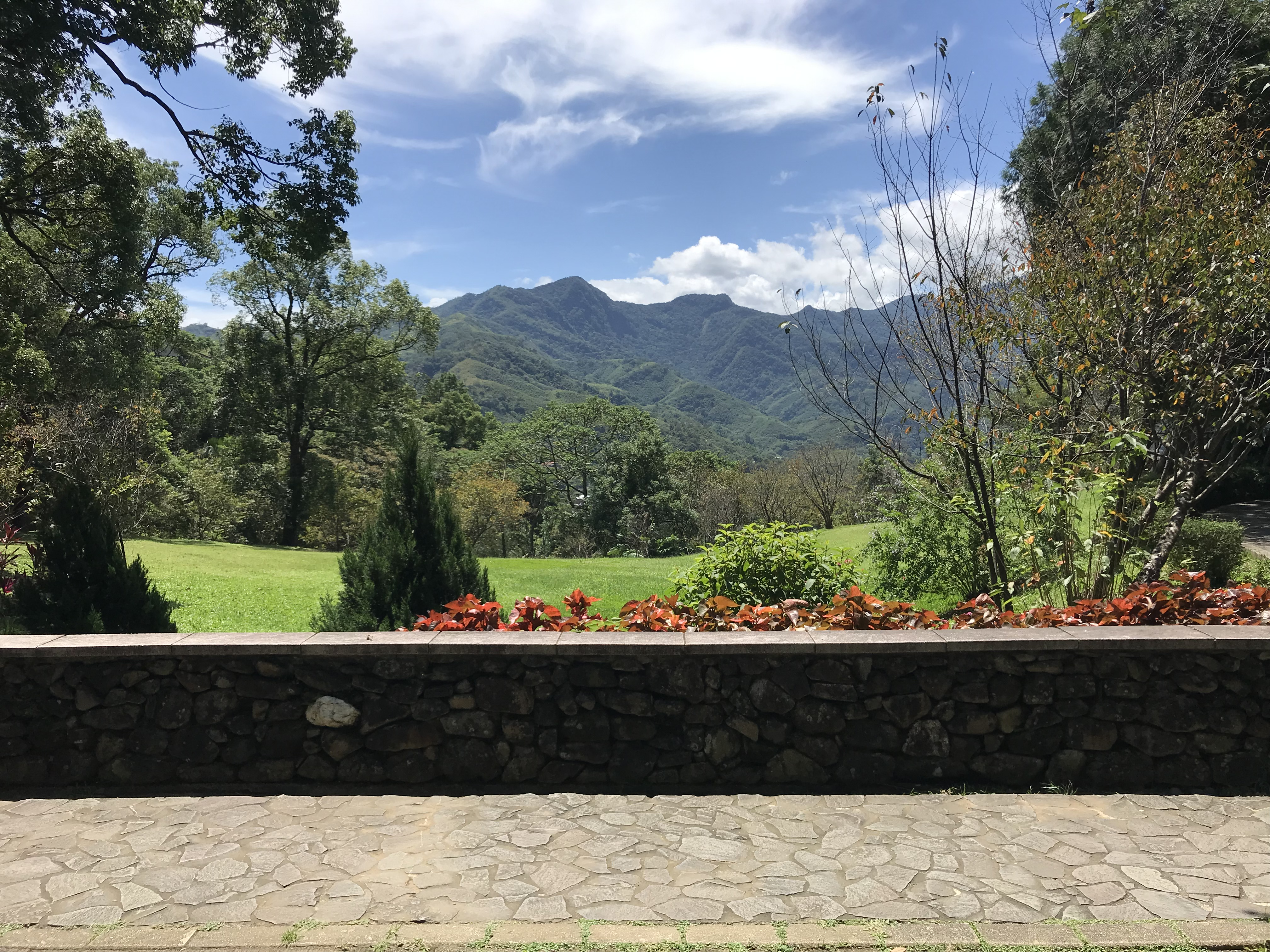
正房前景

比起蔣中正，蔣經國較常來角板山賓館居住。之後，除李元簇曾經到此養病外，並無其他人在正房住過。1990年4月21日，總統李登輝來此探望靜養中的李元簇。1995左右，守衛已遞減至六員。
1995年1月17日，縣府工務局長劉永和、縣議員林誠榮、第五工務段長許南雄、澤仁村長阮呂學盟，出席角板山形象商圈推動集會。因角板山台地原先可吸引觀光客的停留點只有溪口吊橋、角板山公園，當地希望角板山行館夠開放，以益角板山商圈。7月28日，據傳總統府有意把行館開放，縣長劉邦友縣議員陳秀嬌、莊順興、洪奕巔、鄧文昌、謝彰文、曾榮鑑等人陪同下先前往勘查。7月29日，李登輝率同總統府祕書長吳伯雄、省長宋楚瑜等人來巡視時，由吳伯雄以總統府發言人的身分宣布即日起無條件撥給桃園縣政府使用。8月20日，由吳伯雄、劉邦友聯袂剪綵開放，當天就吸引五千人次。

## 活化

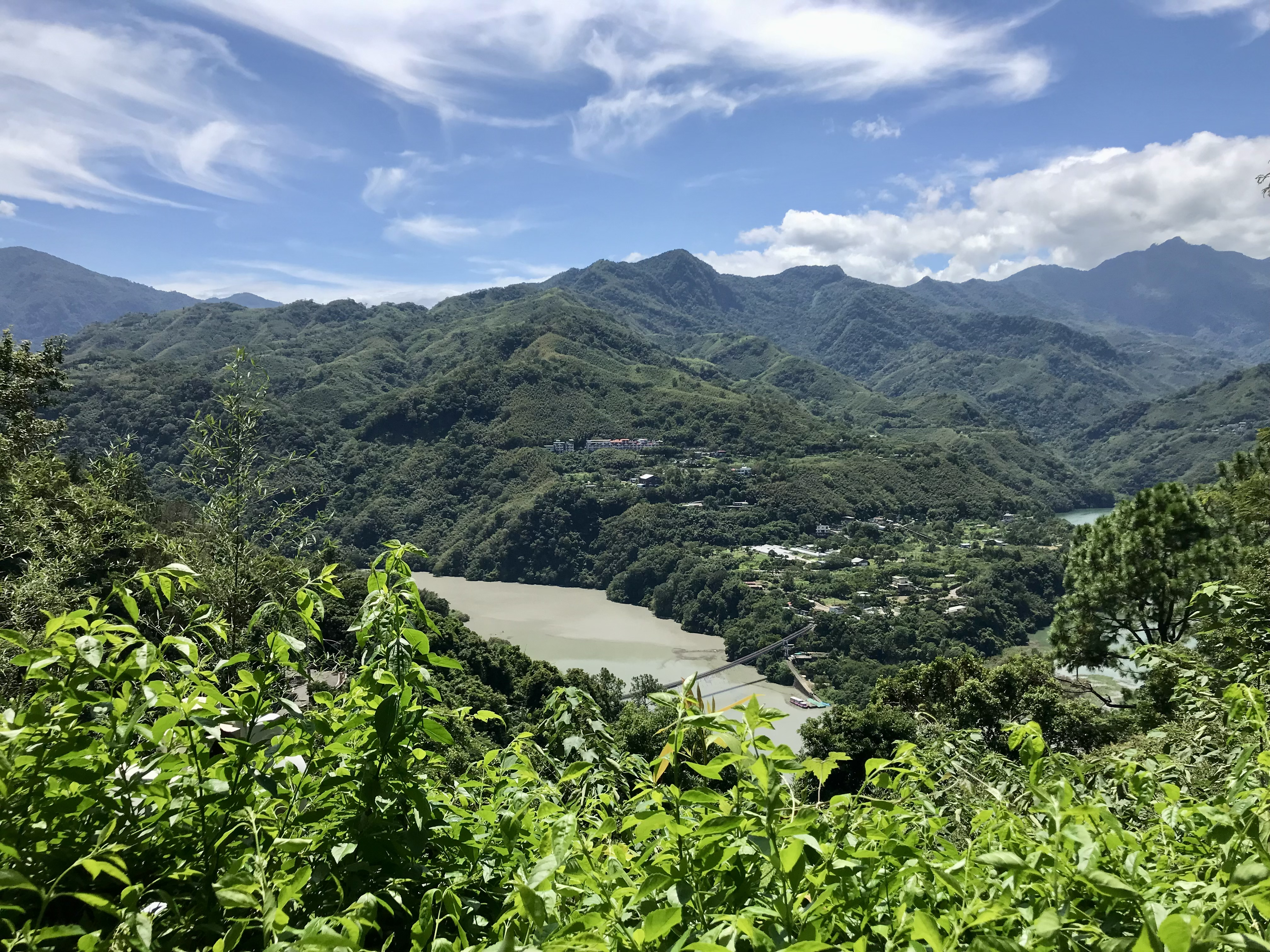
思親亭下大漢溪與吊橋

對外開放後，角板山賓館吸引相當多的觀光人潮，尤其在周休二日期間道路經常都之塞車。但開放之前，會客室、臥室等各房間的家具等陳設被搬回總統府，縣府只好以縣立文化中心畫作充場，曾引起參觀者抱怨內容空洞。
1995年8月15日，復興鄉公所，鄉長游金紱、鄉代會主席高明亮、原住民縣議員林誠榮、林明德及桃園原住民代表，商討將此行館改造成原住民文物展示館。8月18日，文建會主委鄭淑敏在縣立文化中心表示望規劃為國家級藝文展示場所。9月4日，劉邦友在主管會報，說明計畫將入口前兩棟建物作老人會館與婦幼館、廚房作烹飪教室、辦公室作原住民文物館、行館主建築作藝文活動場所。9月14日，文建會第二處副處長林登讚、台灣省手工藝研究所長翁徐得、高雄市立美術館長黃才郎、淡江大學建築研究所教授陳志梧等、縣立文化中心主任李清崧陪前往會勘後，專家學者咸認以作為永久性展示館較適宜，不適合作定期更換展品。
1996年12月11日，角板山賓館規劃報告出爐。1997年1月21日，由台灣省手工業研究所與中原大學室內設計研究所教授提出改建為蔣家史料紀念區、美術園區的報告。2000年11月23日，因呂秀蓮在縣長任內取消前任規劃的原住民文物館、婦幼館、藝術館，引起原住民議員陳榮貴在議事堂上抨擊。直到2004年6月6日，縣長朱立倫將庭園啟用作為角板山雕塑公園。朱立倫縣府投入新台幣5000萬元整修建物，10月16日動工。
2006年10月6日，縣府文化局在南崁台茂購物中心召開招商說明會。參加招商說明會的美麗華飯店等多家大型飯店業者認為角板山賓館被列為歷史建築，而有疑慮。委外經營也遭到復興鄉長林信義、復興鄉文史工作者王閩雄等人反對。

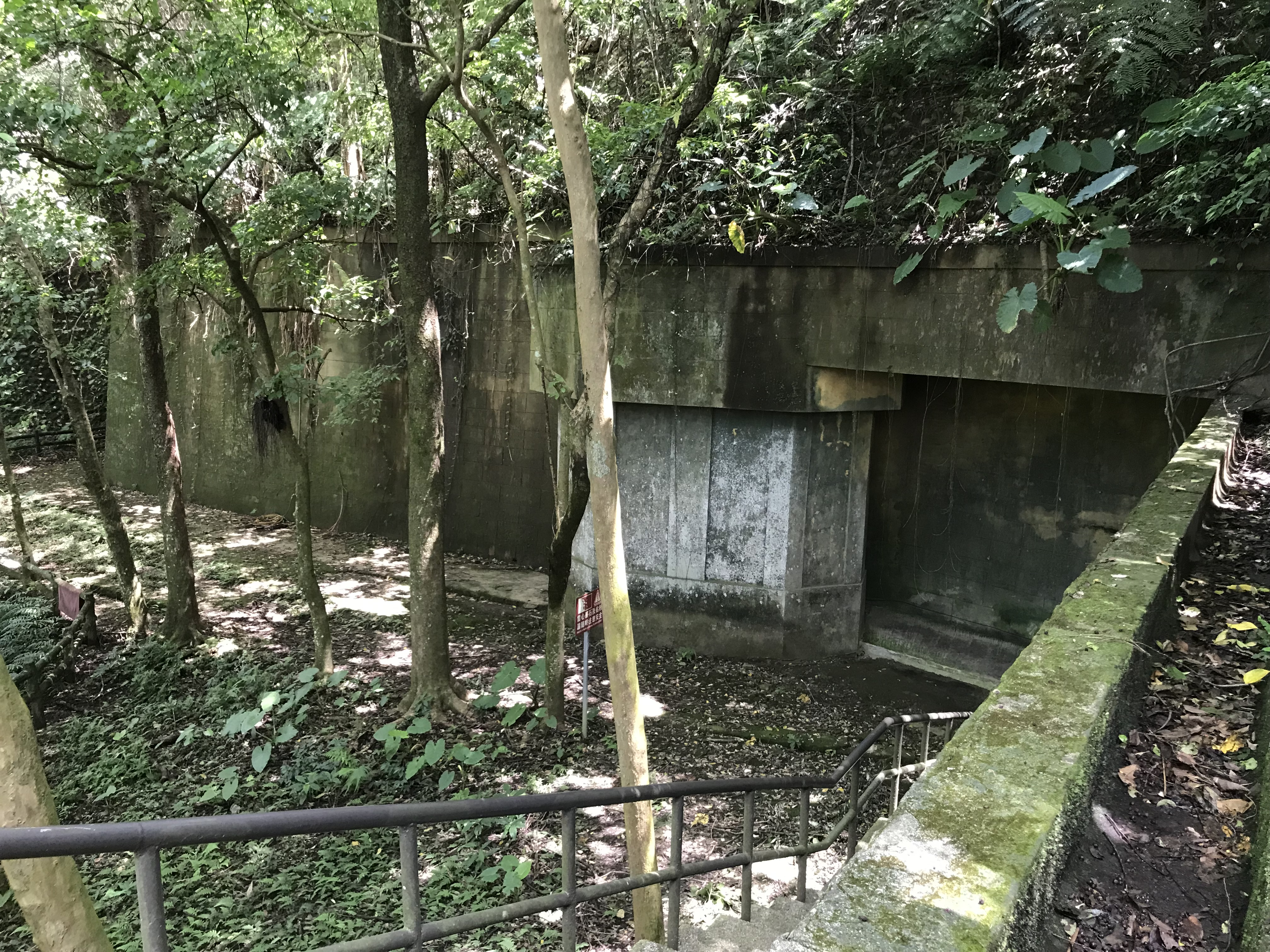
戰備隧道入口

2016年2月8日，角板山賓館的戰備隧道開放。